# Тулаганова
Тулага́нова (тадж. Тӯлаганов) — село у складі Хатлонської області Таджикистану. Входить до складу Фірузійського джамоату району Носірі Хусрава.
Населення — 938 осіб (2017).